# 반쇼인
반쇼인(万松院)은 나가사키현 쓰시마시 이즈하라정에 위치하고 있는 사찰이다. 그래서 천태종의 사찰로도 유명하며 1615년에 세워진 건축물이다. 교통편으로는 이즈하라항에서 도보로 약 15분 소요된다. 한 때 이 건축물은 화재로 소실된 적이 있다. 소재지는 나가사키현 쓰시마시 이즈하라정 히가시리 192번지에 위치하고 있다.

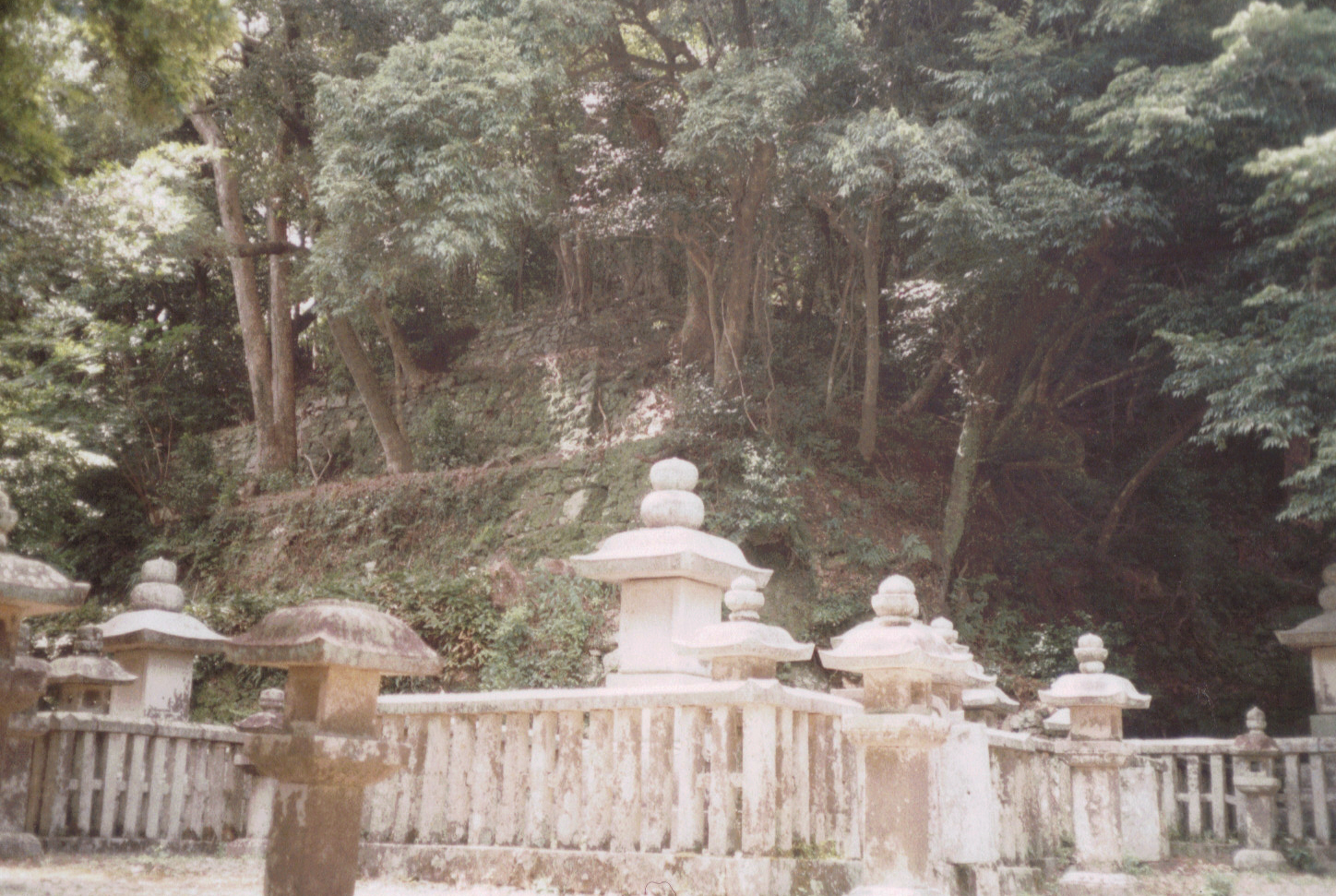
반쇼인 묘지